# السوق الأفرنجي

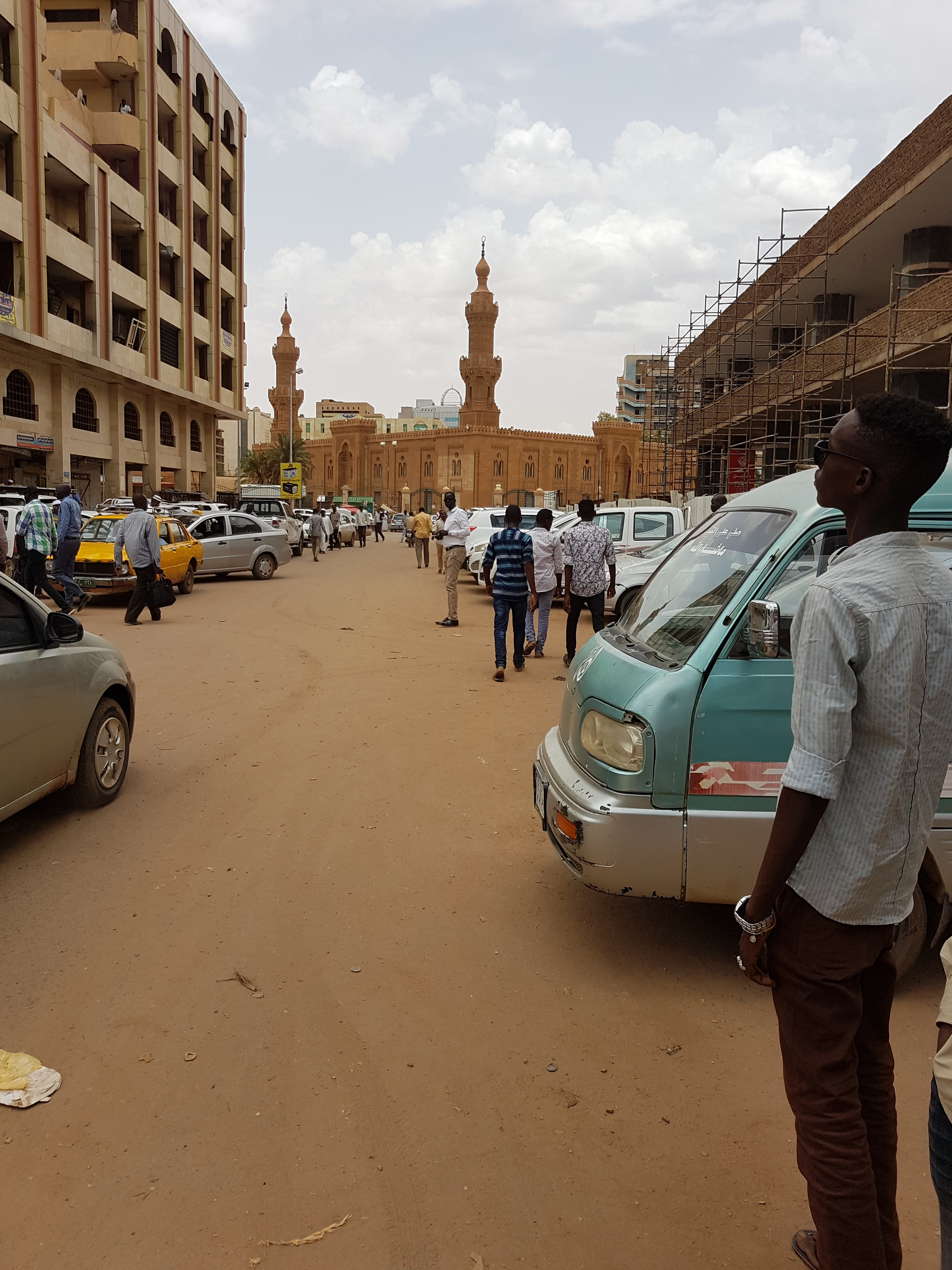
الطريق المؤدي السوق الأفرنجي من المسجد الكبير الخرطوم

السوق الأفرنجي، سوق قديم في العاصمة السودانية الخرطوم، اختلفت أسماؤه وتعددت (السوق الأفرنجي) الذي كان سابقاً (الخرطوم بالليل) أو سوق الجنوبيين لأن السوق له اسم بدون أي التفات للانتماءات العرقية أو الحزبية وانتقل اسمه مؤخرا بالإفرنجي 

## نبذة
السُّوق الأفرنجي من الأسواق العريقة بالعاصمة، حيث يرتاده عددٌ من مواطني العاصمة المثلثة أم درمان والخرطوم والخرطوم بحري واشتُهر السوق في بدايته بالتجار (الشوام والإغريق والأرمن)، ثم لحق بهم التجارالجنوبيون في منتصف الثمانينيات 

### الموقع

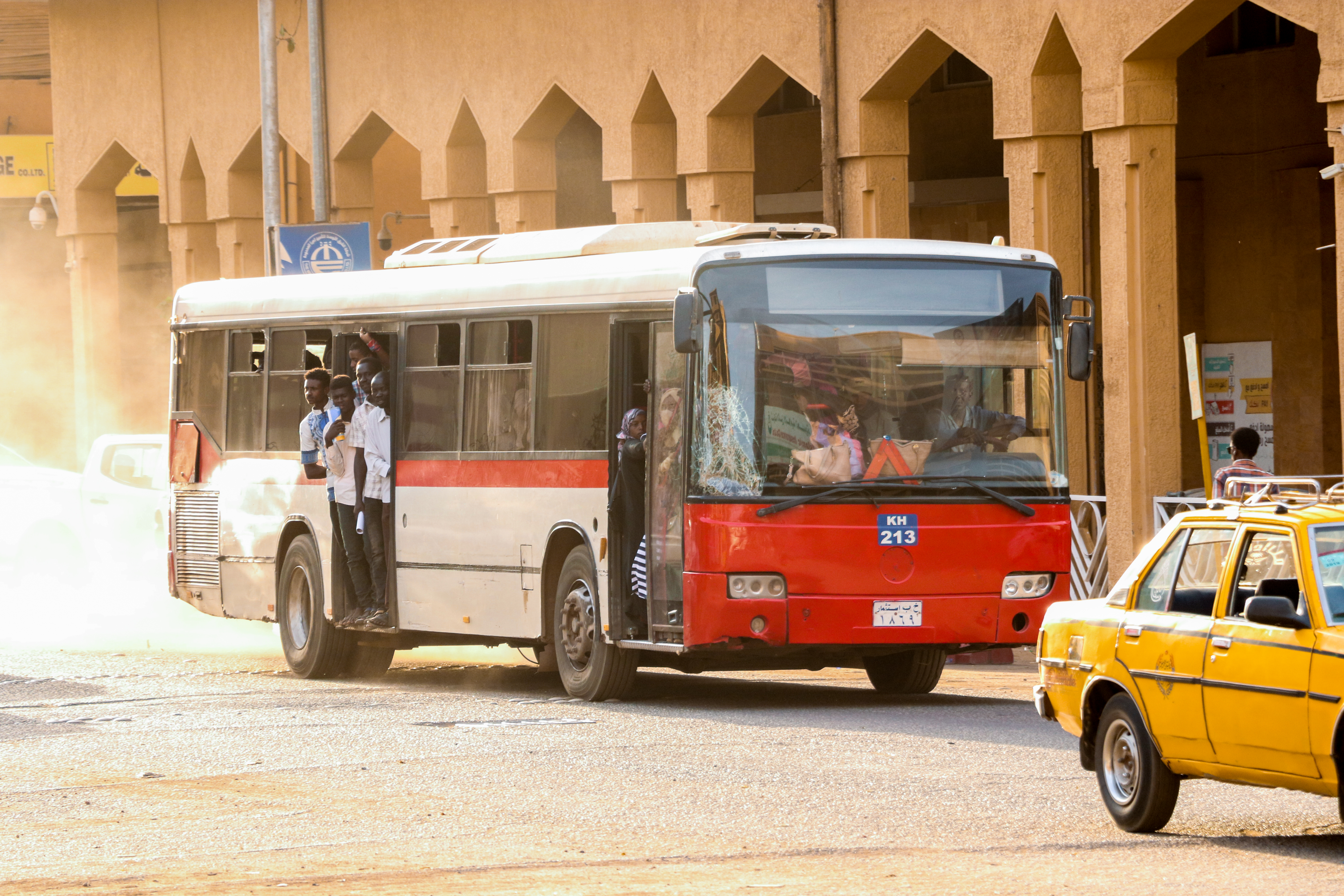
المواصلات العامه في شارع الجمهورية الخرطوم

يقع في قلب الخرطوم  ويحدّ السوق من الناحية الشرقية صينيَّة (سان جيمس) سابقًا، والناحية الجنوبيَّة ميدان أبو جنزير، ومن الناحية الغربية المحطة الوسطى سابقًا (ميدان جمال عبد الناصر) حاليًا، ومن الناحية الشماليَّة شارع الجمهوريَّة.

#### أنواع البضائع
- أحذية
- قمصان
- نظارات

. ملابس نسائية ورجالي واطفالي
أجهزة كهربائية
موبايلات

#### يشتهر
بآجود أنواع الماركات المستورة من إيطاليا وأمريكا والهند وفرنسا والصين